# NASA Space Science Data Coordinated Archive
Das  NASA Space Science Data Coordinated Archive (NSSDCA), vormals National Space Science Data Center (NSSDC), archiviert alle wissenschaftlichen Ergebnisse von US-Forschungssatelliten und Raumsonden sowie Beschreibungen dieser und ihrer wissenschaftlichen Instrumente. Auch die Beschreibungen der wissenschaftlichen Missionen anderer Staaten werden (wenn vorhanden) angeboten. Ferner enthält es diverse Bildersammlungen über Planeten, Monde, Kometen, Asteroiden und Raumfahrzeuge. Das NSSDCA wird vom Goddard Space Flight Center der NASA betrieben.

## Master Catalog
Der Master Catalog ermöglicht das gezielte Suchen nach: 
- allen Raumflugkörpern
- Experimenten auf Raumflugkörpern
- Publikationen
- Karten von Merkur, Mars und Mond

Bei der Suche nach Raumflugkörpern können diese mit ihrem Namen oder Startdatum gesucht werden, auch die Angabe des Verwendungszwecks ist möglich. Neben einer Beschreibung, die bei Forschungssatelliten oder Raumsonden oft auch Bilder enthält, hat sie auch eine Unterseite mit Bahndaten. Ebenso gibt es Links zu den Experimenten, Publikationen und Bildern, wenn diese vorhanden sind. (Bei Nachrichten- oder militärischen Satelliten gibt es nur eine oft sehr kurze Beschreibung und Bahndaten.)

## NSSDCA ID
Alle Missionen haben in diesem Katalog eine eindeutige Nummer, die NSSDCA ID. Sofern eine Erdumlaufbahn erreicht wurde, stimmt die NSSDCA ID mit der COSPAR-Bezeichnung überein und setzt sich zusammen aus dem Startjahr, einem Bindestrich, der Startnummer (wievielter Start im Jahr, dreistellig) und ein bis drei Buchstaben, die angeben, um welchen Raumflugkörper  oder andere Komponente des jeweiligen Starts es sich handelt. Die Nummerierung fängt nahezu immer mit den Raumflugkörpern an. Der im Internet verfügbare Katalog enthält in der Regel nur Informationen über die Raumflugkörper.

## Quelle
- Selbstbeschreibung des NSSDCA (englisch)